# المختار عطية
المختار بن عطية، هو مناضل تونسي ولد عام 1915 واغتيل يوم 4 ديسمبر/كانون الأول 1955.

## الميلاد والنشأة
المختار بن عطيّة وُلِد في 12 ديسمبر1917 بحومة السوق في جزيرة جربة في تونس. تلقى تعليمه في جامع الزيتونة بالعاصمة تونس، وهي إحدى أعرق المدارس الدينية والتعليمية في البلاد. بعد أن أتم دراسته، اختار مختار ممارسة التجارة، وهو ما كان له دور في تعزيز موقفه الاجتماعي والاقتصادي.

## نشاطه السياسي
منذ عام 1937، انخرط المختار بن عطيّة في صفوف الحزب الحر الدستوري الجديد الذي كان يسعى إلى تحقيق الاستقلال عن الاستعمار الفرنسي. كما شارك في المقاومة السرية ضد الاستعمار الفرنسي، حيث كان أحد أبرز المقاومين في العاصمة تونس. ربط بين هذه المقاومة والقيادات السرية للحزب، مما أدى إلى إلقاء القبض عليه وحكم عليه بعشرين سنة أشغالا شاقة.
كان المختار بن عطيّة تاجر أقمشة بتونس العاصمة، وساهم سنة 1946 في تأسيس الاتحاد التونسي للصناعة والتجارة. وعمل مساعدًا لكاتبه العام منذ تأسيس الاتحاد وإلى اغتياله سنة 1955.

## محاكمته وسجنه
في عام 1938، شارك المختار بن عطيّة في أحداث 9 أبريل التي كانت نقطة تحول في تاريخ مقاومة الاستعمار. تم القبض عليه وحكم عليه بعشرين عامًا من الأشغال الشاقة و15 سنة تحجير إقامة، بالإضافة إلى تصفية أملاكه.
أمضى خمس سنوات في السجون التونسية والجزائرية، ثم تم الإفراج عنه بعد الحرب العالمية الثانية، ليعود مرة أخرى إلى الانخراط في الحركة الوطنية ضد الاستعمار.

## اغتياله
اغتيل في أوج الصراع بين زعيمي الحزب الدستوري الجديد الحبيب بورقيبة وصالح بن يوسف، حيث أنه كان من مؤيدي الزعيم ابن يوسف. وقد حضر موكب جنازته من أنصار هذا الشق حسين التريكي وعلي الزليطني وزعيمي الاتحاد العام للفلاحة التونسية الحبيب المولهي وإبراهيم عبد الله وهما أيضا من أنصار بن يوسف، كما حضرها عناصر من مؤيدي الحبيب بورقيبة. وقام بتأبينه محمد بن عبد القادر عن الاتحاد التونسي للصناعة والتجارة. وقد أعلن يوم 6 ديسمبر 1955 يوم إضراب احتجاجا على اغتياله وقد وجه إصبع الاتهام باغتياله إلى حسن العيادي الذي كان من مؤازري الحبيب بورقيبة. سميت باسمه ساحة في حومة السوق بجربة ونهج في وسط العاصمة التونسية.